# Diaprepesilla djakonovi
Diaprepesilla djakonovi är en fjärilsart som beskrevs av Felix Bryk 1948. Diaprepesilla djakonovi ingår i släktet Diaprepesilla och familjen mätare. Inga underarter finns listade i Catalogue of Life.